# Ruben (Sänger)

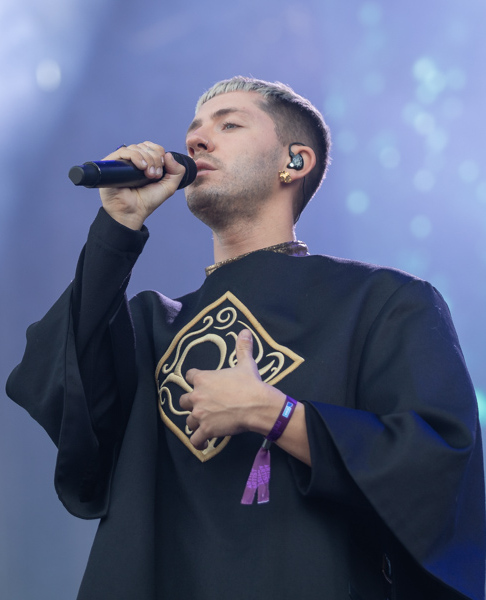
Ruben, 2018

Ruben Markussen (* 1995), besser bekannt als Ruben, ist ein norwegischer Sänger und Songwriter.

## Leben
Markussen wuchs mit seiner Familie in der nordnorwegischen Ortschaft Bjarkøy in der Kommune Harstad auf. Er studierte Musikproduktion an der Høgskolen i Innlandet und erhielt in Los Angeles ein halbes Jahr lang eine Musikausbildung. Im Jahr 2015 veröffentlichte er sein erstes Lied mit dem Titel About To Collide. Im Januar 2017 gab Markussen, der selbst angibt, homosexuell zu sein, den Song Go For Love heraus, der nach dem Anschlag von Orlando am 12. Juni 2016 entstand.
Im Oktober 2017 folgte die Single Walls, welche sich sowohl in den norwegischen als auch den schwedischen Charts platzieren konnte. Das Lied wurde für den Spellemannprisen 2018 in der Kategorie „Lied des Jahres“ nominiert. Markussen erhielt zudem eine Nominierung in der Kategorie „Durchbruch des Jahres“. Auch bei der Preisverleihung des Radiosenders NRK P3, dem P3 Gull, wurde er 2018 in der Kategorie „Newcomer des Jahres“ nominiert.
Er selbst bezeichnete seine Musik im Jahr 2018 als „dark pop“. Seine Lieder seien durch die Angstzustände, Depressionen und psychischen Erkrankungen beeinflusst, welche er nach eigenen Angaben seit seinem 13. Lebensjahr erlebt. Das Lied Lay By Me schrieb er über seinen im Jahr 2018 verstorbenen Vater. Es wurde im Mai 2020 zum Lied des Jahres beim Spellemannprisen für das Musikjahr 2019 gekürt. Er war zudem in der Kategorie Popkünstler für sein Werk Melancholic nominiert. Diese EP veröffentlichte er im Mai 2019. Markussen komponierte das Lied Pink Jacket mit dem der Sänger Alexandru beim Melodi Grand Prix 2020 antrat. Im April 2020 gab der Musikproduzent Alan Walker das Lied Heading Home heraus, bei dem Markussen als Sänger mitwirkt. Im März 2021 kam seine zweite EP Animosity heraus.
Markussen war einer der Teilnehmer an der dritten Staffel der bei TV 2 ausgestrahlten Reality-Serie Kompani Lauritzen. Diese wurde zu Beginn des Jahres 2022 ausgestrahlt.

## Auszeichnungen
Spellemannprisen
- 2018: Nominierung in der Kategorie „Lied des Jahres“ für Walls
- 2018: Nominierung in der Kategorie „Durchbruch des Jahres“
- 2019: Nominierung in der Kategorie „Popkünstler“ für Melancholic
- 2019: „Lied des Jahres“ für Lay by me

P3 Gull
- 2018: Nominierung in der Kategorie „Newcomer des Jahres“[10]
- 2020: Nominierung in der Kategorie „Künstler des Jahres“[15]

Weitere
- MTV Europe Music Awards 2019, Nominierung in der Kategorie „Best Norwegian act“[16]

## Diskografie

### EPs
| Jahr | Titel     | Höchstplatzierung, Gesamtwochen, AuszeichnungChartplatzierungen (Jahr, Titel, Platzierungen, Wochen, Auszeichnungen, Anmerkungen) | Höchstplatzierung, Gesamtwochen, AuszeichnungChartplatzierungen (Jahr, Titel, Platzierungen, Wochen, Auszeichnungen, Anmerkungen) | Anmerkungen                         |
| Jahr | Titel     | NO | SE | Anmerkungen                         |
| ---- | --------- | --- | --- | ----------------------------------- |
| 2021 | Animosity | NO6 (32 Wo.)NO | — | Erstveröffentlichung: 19. März 2021 |

Weitere EPs
- 2019: Melancholic

### Singles
| Jahr | Titel Album                   | Höchstplatzierung, Gesamtwochen, AuszeichnungChartplatzierungen (Jahr, Titel, Album, Platzierungen, Wochen, Auszeichnungen, Anmerkungen) | Höchstplatzierung, Gesamtwochen, AuszeichnungChartplatzierungen (Jahr, Titel, Album, Platzierungen, Wochen, Auszeichnungen, Anmerkungen) | Anmerkungen                                                      |
| Jahr | Titel Album                   | NO | SE | Anmerkungen                                                      |
| ---- | ----------------------------- | --- | --- | ---------------------------------------------------------------- |
| 2017 | Walls Melancholic             | NO8 ×3Dreifachplatin · (24 Wo.)NO | SE59 Platin · (7 Wo.)SE |                                                                  |
| 2018 | The Half Melancholic          | NO20 Platin · (16 Wo.)NO | — |                                                                  |
| 2019 | Power Melancholic             | NO30 (8 Wo.)NO | — |                                                                  |
| 2019 | Lay by Me Melancholic         | NO8 Platin · (19 Wo.)NO | SE28 Platin · (9 Wo.)SE |                                                                  |
| 2019 | So High –                     | NO14 (3 Wo.)NO | — | Erstveröffentlichung: 11. Oktober 2019                           |
| 2020 | Heading Home World of Walker  | NO15 (4 Wo.)NO | SE53 (2 Wo.)SE | Erstveröffentlichung: 1. April 2020 mit Alan Walker              |
| 2020 | Burn Down This Room Animosity | NO19 (3 Wo.)NO | — | Erstveröffentlichung: 8. Mai 2020                                |
| 2020 | Dear God Animosity            | NO18 (6 Wo.)NO | — | Erstveröffentlichung: 23. Oktober 2020                           |
| 2021 | Running Animosity             | NO27 (7 Wo.)NO | — |                                                                  |
| 2021 | Second Hand Love –            | NO32 (3 Wo.)NO | — | Erstveröffentlichung: 26. November 2021 Julie Bergan feat. Ruben |

Weitere Singles
- 2020: Break It Right (mit Emelie Hollow)
- 2021: Mama Don’t Know
- 2021: Candy
- 2021: Tree House (mit Lemaitre)
- 2022: Cry You a River
- 2023: I’m Sure He Loves You